# Данилевський Микола Федорович
Микола Федорович Данилевський (9 травня 1922 — 17 грудня 2006) — український науковець-стоматолог, доктор медичних наук, професор кафедри терапевтичної стоматології Національного медичного університету, академік АН вищої школи України, почесний президент Асоціації стоматологів України. Заслужений діяч науки УРСР, лауреат Державної премії України в галузі науки і техніки (за 1987 рік).

## Біографія
Народився 9 травня 1922 року. У 1951 році з відзнакою закінчив Київський медичний стоматологічний інститут. В 1956 році захистив кандидатську дисертацію, в 1968 році — докторську.
Пройшов шлях від клінічного ординатора до завідувача кафедрою терапевтичної стоматології Національного медичного університету імені О. О. Богомольця:
- у 1951–1953 роках — клінічний ординатор кафедри терапевтичної стоматології Київського медичного інституту;
- у 1953–1959 роках — асистент;
- у 1959–1969 роках — доцент;
- у 1969–1986 роках — завідувач тієї ж кафедри;
- з 1989 року — професор кафедри терапевтичної стоматології КМУ.

В 1995–2005 роках очолював Асоціацію стоматологів України. 24 лютого 2005 року на II (IX) з'їзді АСУ обраний її почесним президентом.

Могила Миколи Данилевського

Помер 17 грудня 2006 року. Похований в Києві на Байковому кладовищі (ділянка № 31), поруч зі своїм вчителем — професором Ісааком Новиком.

## Наукова діяльність
Автор 316 наукових робіт. Отримав 33 патенти СРСР і України. Створив наукову і кадрову школу в галузі терапевтичної стоматології. Під його керівництвом і консультаціями виконано й захищено 13 докторських і 52 кандидатські дисертації.
Вперше у світі створив експериментальні моделі пародонтозу та генералізованого пародонтиту. Запропонував оригінальні класифікації захворювань пародонту та слизистої оболонки порожнини рота. Науково обґрунтував і впровадив у практику ферментні препарати. Розробив методи лікування пародонту за допомогою кріохірургії, вітамінних та антибактеріальних препаратів.

## Громадська діяльність
З 1975 року Микола Данилевський голова Республіканського наукового стоматологічного товариства України; головний редактор та член редакційної колегії п'яти наукових стоматологічних журналів.
За ініціативи Миколи Данилевського АСУ з 1998 року є членом Всесвітньої федерації стоматологів.

## Нагороди, пам'ять

меморіальна дошка

За участь у радянсько-німецькій і радянсько-японській війнах та мирну працю нагороджений 36 орденами і медалями. Серед них орден Вітчизняної війни, орден Знак Пошани, орден Червоного Прапора.
На будинку по вулиці Зоологічній, 1, де 1964 по 2006 рік працював професор, встановлено меморіальну дошку.